# Alessandro (cardinal, 1189)
Pour les articles homonymes, voir Alessandro.
Alessandro  (mort en 1190) est un cardinal   du XIIe siècle.  

## Biographie
Le pape Clément III le crée cardinal lors du consistoire du mai 1189.